# لواء (بحرية)
لواء بحري أو أميرال خلفي أوRear admiral هو ضابط يحمل رتبة عقيد في سلاح البحرية يحمل رتبة أعلى من العميد والنقيب، ورتبة ادنى من اللواء أي نائب أميرال. يُعتبر عمومًا أدنى صفوف «الأدميرال». في العديد من القوات البحرية تتكون شارة الرتبة التي يحملها من نجمتين.
نشأت من أيام الأسراب البحرية ويمكن أن تجد أصولها تنبع من البحرية الملكية. يخصص لكل أميرال سرب بحري يتولى امر قيادته وإدارة شؤونه من سفينة مركزية. ويساعد الأدميرال نائب أميرال برتبة لواء، الذي يتولى السفن الرائدة التي تتحمل العبء الأكبر من المعارك البحرية. في الجزء الخلفي من السرب البحري، سيتولى أميرال ثالث قيادة السفن المتبقية، وبما أن قيادة هذا الجزء من السرب يعتبر الأقل خطورة فإن الأدميرال الذي يقوده سيكون الأصغر بين الأدميرالات.
في بعض الأساطيل الأوروبية (مثل فرنسا) تُعرف رتبة العقيد البحري باسم Contre-amiral. أما في البحرية الألمانية فتُعرف الرتبة بكونتريميرال، وتعتبر رتبة أعلى من رتبة أدميرال الأسطول. في البحرية الملكية الهولندية، تُعرف هذه الرتبة باسم schout-bij-nacht (مشرف أثناء الليل).

## ألمانيا
كونتريميرال هي OF-7 بتصنيف الناتو وشكلها عبارة عن نجمتين رتبة وتعادل Generalmajor (عربي: لواء) في الجيش الألماني والقوات الجوية الألمانية.

## الهند
تضع البحرية الهندية هذه الرتبة أعلى من رتبة العميد والنقيب وأقل من رتبة نائب أميرال والأميرال نفسه. 

شارات الأدميرال الهندي
لوحة الكتف لالأميرال الخلفي